# Orthocentrus facialis
Orthocentrus facialis är en stekelart som beskrevs av Carl Gustav Alexander Brischke 1878. Orthocentrus facialis ingår i släktet Orthocentrus och familjen brokparasitsteklar. Inga underarter finns listade i Catalogue of Life.